# Finkenmühle (Emskirchen)
Finkenmühle ist ein Gemeindeteil des Marktes Emskirchen im Landkreis Neustadt an der Aisch-Bad Windsheim (Mittelfranken, Bayern). Finkenmühle liegt in der Gemarkung Neidhardswinden.

## Geografie
Die Einöde liegt an der Mittleren Aurach. Im Nordwesten liegt das Waldgebiet Tiergarten und im Südosten Hörlein. 0,25 km südwestlich liegt die Winterleiten. Ein Anliegerweg führt die Kreisstraße NEA 24 kreuzend nach Neuschauerberg (1 km nordöstlich).

## Geschichte
Der Ort wurde 1430 als „Winckelsmül“ erstmals urkundlich erwähnt.
Gegen Ende des 18. Jahrhunderts gehörte die Finkenmühle angeblich zu Herrnneuses. Die Mühle soll das brandenburg-bayreuthische Rittergut Herrnneuses als Grundherrn gehabt haben.
Von 1797 bis 1810 unterstand der Ort dem Justizamt Markt Erlbach und Kammeramt Emskirchen. Im Rahmen des Gemeindeedikts wurde Finkenmühle dem 1811 gebildeten Steuerdistrikt Emskirchen zugeordnet. Es gehörte der 1813 gegründeten Ruralgemeinde Dürrnbuch an. Die Finkenmühle unterstand von 1817 bis 1818 dem Herrschaftsgericht Wilhermsdorf, danach dem Landgericht Markt Erlbach. Die freiwillige Gerichtsbarkeit und die Polizei hatte jedoch bis 1839 das Patrimonialgericht Wilhermsdorf inne. Mit dem Zweiten Gemeindeedikt (1818) wurde Finkenmühle in die neu gebildete Ruralgemeinde Neidhardswinden umgemeindet. Am 1. Januar 1978 wurde Neidhardswinden im Zuge der Gebietsreform in Bayern nach Emskirchen eingemeindet.

## Einwohnerentwicklung
| Jahr      | 001818 | 001840 | 001861 | 001871 | 001885 | 001900 | 001925 | 001950 | 001961 | 001970 | 001987 |
| Einwohner | 8      | 8      | 8      | 7      | 10     | 7      | 7      | 6      | 7      | 6      | 5      |
| Häuser    | 1      | 1      |        |        | 1      | 1      | 1      | 1      | 1      |        | 1      |
| Quelle    | [ 11 ] | [ 12 ] | [ 13 ] | [ 14 ] | [ 15 ] | [ 16 ] | [ 17 ] | [ 18 ] | [ 19 ] | [ 20 ] | [ 1 ]  |

## Religion
Seit der Reformation ist der Ort evangelisch-lutherisch geprägt und nach St. Johannes der Täufer (Neidhardswinden) gepfarrt, die Einwohner römisch-katholischer Konfession sind nach St. Michael (Wilhermsdorf) gepfarrt.